# Misato
Misato (japanska: 三郷市  ?, Misato-shi) är en stad i Saitama prefektur i Japan. Staden fick stadsrättigheter 1972.